# Disputa sulla codificazione
La disputa sulla codificazione che si svolse in Germania a partire dal 1814 coinvolse in particolare il giurista tedesco Anton Friedrich Justus Thibaut, favorevole alla realizzazione di un codice per gli stati della Confederazione germanica, e Friedrich Carl von Savigny che si opponeva a tale idea. L'articolata risposta di Savigny a un trattato di Thibaut in cui si illustrava la necessità di una codificazione rappresentò la nascita e il manifesto della cosiddetta "scuola storica del diritto" le cui dottrine influenzarono non solo l'ambiente germanico ma tutto il diritto dell'età contemporanea.